# 제임스 매디슨 (축구 선수)
제임스 대니얼 매디슨(영어: James Daniel Maddison, 1996년 11월 23일 ~ )은 잉글랜드의 축구 선수로 현재 토트넘 홋스퍼에서 공격형 미드필더로 활약하고 있으며 토트넘의 부주장이기도 하다.

## 어린 시절
1996년 11월 23일, 잉글랜드 웨스트미들랜즈주에 있는 코번트리라는 도시에서 태어나고 자랐으며  조부모님을 통해 아일랜드 혈통을 이어받았다.

## 구단 경력

### 코번트리 시티
2004년부터 2013년까지 코번트리 시티 유스팀에서 활동한 후 2014년 8월, 카디프 시티와의 2014-15 시즌 EFL컵 1라운드에서 프로 데뷔전을 치렀고 이후에도 계속 출전 기회를 잡고 있었다가 12월 26일, 치러진 동커스터 로버스와의 경기에서 허리 부상을 당하면서 시즌 아웃되긴 했지만 2015-16 시즌까지 공식전 42경기 5골을 기록할 정도로 영국 내에서 가장 촉망받는 유망주 중 한명으로 손꼽혔다.

### 노리치 시티
2015-16 시즌이 진행 중이던 2016년 2월 1일, EFL 챔피언십의 노리치 시티와 3년 6개월간의 계약을 맺은 뒤 2016-17 시즌을 앞두고 스코티시 프리미어십의 애버딘 FC로 임대 이적하여 반년동안 공식전 17경기 2골을 기록한 후 후반기에 노리치 시티로 복귀했다.
복귀 후 2017-18 시즌까지 공식전 53경기 16골을 터뜨렸고 특히 2017-18 시즌에서는 노리치의 주전 공격형 미드필더로서 공식전 49경기 15골을 터뜨리며 노리치 시티 올해의 선수에도 선정되는 영예를 안았다.

### 레스터 시티
2018-19 시즌을 앞두고 계약기간 5년, 이적료 약 340억원에 프리미어리그팀인 레스터 시티와 입단 계약을 체결했고 그 후 2022-23 시즌까지 5시즌동안 공식전 203경기 55골 41어시스트로 2019-20 시즌 EFL컵 4강, 2020-21 시즌 잉글랜드 FA컵 우승, 2020-21년 UEFA 유로파리그 32강, 2021 FA 커뮤니티 실드 우승, 2021-22년 UEFA 유로파컨퍼런스리그 4강 진출 등의 굵직한 성과들을 남기며 제이미 바디와 함께 레스터 시티의 핵심 자원으로 맹활약했다.

### 토트넘 홋스퍼

#### 2023-24년
2023년 6월 28일, 매디슨은 프리미어리그 클럽 토트넘 홋스퍼와 5년 계약을 체결하며 이적하였다. 이적료는 공식적으로 공개되지 않았으나, 언론 보도에 따르면 약 4,000만 파운드로 알려졌다. 8월 12일, 매디슨은 크리스티안 로메로와 함께 부주장으로 임명되었으며, 손흥민이 주장으로 선임되었다. 매디슨은 8월 13일, 브렌트퍼드와의 2023–24년 프리미어리그 개막전 원정 경기에서 선발 출전하며 토트넘 데뷔 전을 치렀다. 그는 8월 26일, 본머스와의 원정 경기에서 팀의 두 번째 골을 기록하며 토트넘 입단 후 첫 득점을 올렸다. 리그 첫 세 경기에서 1골 2도움을 기록한 매디슨은 8월에 프리미어리그 이달의 선수로 선정되었다.
2023년 11월 6일, 매디슨은 첼시와의 홈 경기에서 발목 부상으로 인해 교체되었으며, 이 부상으로 그는 2024년까지 결장할 것으로 예상되었다. 그는 2024년 1월 26일, FA컵에서 맨체스터 시티와의 경기에서 교체 선수로 복귀하였다. 매디슨은 시즌 내내 폼을 회복하는 데 어려움을 겪었고, 애스턴 빌라와의 4–0 원정 승리 경기에서 1골을 추가로 기록한 것을 제외하면, 토트넘의 남은 프리미어리그 17경기에서 4개의 도움만을 기록하였다.

#### 2024-25년
매디슨은 2024년 9월 29일, 브렌트퍼드와의 홈 경기에서 3–1 승리를 거두며 2024–25년 프리미어리그 첫 골을 기록했고, 시즌 초반 4개월 동안 좋은 활약을 이어갔다. 특히 그의 28번째 생일에 열린 맨체스터 시티와의 4–0 원정 승리 경기에서는 2골을 기록하였다. 그는 2025년 1월 23일, 호펜하임과의 유로파리그 리그 단계 원정 경기에서 2–3 승리를 거두며 토트넘 소속으로 첫 유로파리그 골을 기록했고, 손흥민의 골에 도움도 기록하였다.
2025년 1월, 매디슨은 호펜하임과의 유로파리그 경기 이후 종아리 염좌를 입었고, 3주간 결장한 뒤 2월 16일, 맨체스터 유나이티드와의 프리미어리그 홈 경기에서 복귀하였으며, 경기의 유일한 골을 넣었다. 4월, 매디슨은 유로파리그 8강 1차전에서 아인트라흐트 프랑크푸르트를 상대로 페드로 포로의 골을 어시스트했으며, 2차전에서는 도미닉 솔란케의 페널티킥을 얻어냈다. 5월 1일, 보되/글림트와의 유로파리그 준결승 1차전에서 매디슨은 전반 34분에 득점했으나, 후반 65분 데얀 쿨루셰프스키와 교체되었다. 5월 4일, 토트넘 감독 안지 포스테코글루는 매디슨이 무릎 부상을 당해 시즌을 마감하게 되었다고 확인했다.

## 국가대표팀 경력

### 잉글랜드 U-21
2016년 3월, 잉글랜드 U-21 국가대표팀에 소집되었으나 부상 때문에 제대로 뛰지 못했고 그로부터 1년 8개월 뒤인 2017년 11월 U-21 대표팀에 소집된 후 우크라이나와의 2019년 UEFA 유러피언 U-21 챔피언십 예선 4조 5차전에 출전했다.
그리고 2019년 UEFA 유러피언 U-21 챔피언십 본선에 출전하여 크로아티아와의 C조 최종전에서 득점을 기록했지만 팀은 1무 2패·조 3위의 초라한 성적으로 대회를 마무리했다.

### 잉글랜드 A대표팀
2018년 10월, 크로아티아와 스페인과의 2018-19년 UEFA 네이션스리그 A 4조 2차전과 3차전을 앞두고 잉글랜드 A대표팀에 소집된 뒤 2019년 11월 14일, 몬테네그로와의 UEFA 유로 2020 예선 A조 7차전에서 후반 11분 앨릭스 옥슬레이드체임벌린와의 교체 투입을 통해 국제 A매치 데뷔전을 치렀다.
그 후 2022년 FIFA 월드컵 본선 26인 최종 엔트리에 합류했으나 친정팀인 레스터 시티와의 경기에서 당한 부상의 여파로 인해 단 1경기도 출전하지 못했고 2023년 3월 26일 우크라이나와의 UEFA 유로 2024 예선 C조 2차전에 선발로 출전했음에도 불구하고 그다지 좋은 활약을 보이지 못했다.

## 경기 기록 JAMES MADDISON
| 클럽                | 시즌      | 리그                | 리그 | 리그 | 국내컵 | 국내컵 | 리그컵 | 리그컵 | 기타 | 기타 | 통산 | 통산 |
| 클럽                | 시즌      | 리그                | 출전 | 골   | 출전   | 골     | 출전   | 골     | 출전 | 골   | 출전 | 골   |
| ------------------- | --------- | ------------------- | ---- | ---- | ------ | ------ | ------ | ------ | ---- | ---- | ---- | ---- |
| 코번트리 시티       | 2013–14   | 리그 원             | 0    | 0    | 0      | 0      | 0      | 0      | 0    | 0    | 0    | 0    |
| 코번트리 시티       | 2014–15   | 리그 원             | 12   | 2    | 1      | 0      | 1      | 0      | 4    | 0    | 18   | 2    |
| 코번트리 시티       | 2015–16   | 리그 원             | 23   | 3    | 0      | 0      | 1      | 0      | 0    | 0    | 24   | 3    |
| 코번트리 시티       | 합계      | 합계                | 35   | 5    | 1      | 0      | 2      | 0      | 4    | 0    | 42   | 5    |
| 노리치 시티 FC      | 2016–17   | EFL 챔피언십        | 3    | 1    | 0      | 0      | 1      | 0      | —    | —    | 4    | 1    |
| 노리치 시티 FC      | 2017–18   | 챔피언십            | 44   | 14   | 2      | 0      | 3      | 1      | —    | —    | 49   | 15   |
| 노리치 시티 FC      | 합계      | 합계                | 47   | 15   | 2      | 0      | 4      | 1      | —    | —    | 53   | 16   |
| 노리치 시티 FC U-23 | 2016–17   | —                   | —    | —    | —      | —      | —      | —      | 1    | 1    | 1    | 1    |
| 애버딘 FC (임대)    | 2016–17   | 스코티시 프리미어십 | 14   | 2    | —      | —      | 3      | 0      | —    | —    | 17   | 2    |
| 레스터 시티 FC      | 2018–19   | 프리미어리그        | 19   | 5    | 0      | 0      | 1      | 0      | —    | —    | 20   | 5    |
| 경력 합계           | 경력 합계 | 경력 합계           | 115  | 27   | 3      | 0      | 10     | 1      | 5    | 1    | 133  | 29   |

1. ↑  FA컵 포함
2. ↑  EFL컵과 스코티시 리그컵 포함
3. ↑  EFL 트로피 참가
4. ↑  EFL 트로피 출전

## 대회 성적

### 클럽
레스터 시티
- 잉글랜드 FA컵 : 우승 (2020-21)[32]
- EFL컵 : 4강 (2019-20)
- UEFA 유로파컨퍼런스리그 : 4강 (2021-22)
- FA 커뮤니티 실드 : 우승 (2021)[33]

토트넘 홋스퍼
- UEFA 유로파리그: 2024–25[34]

### 개인 수상
- 프리미어리그 이달의 골 : 2020년 9월
- 프리미어리그 이달의 선수 : 2023년 8월
- EFL 이달의 영플레이어 : 2018년 1월
- EFL 올해의 팀 : 2017-18
- PFA 올해의 팀 : 2017-18 EFL 챔피언십
- 노리치 시티 올해의 선수 : 2017-18
- 레스터 시티 올해의 선수 : 2021-22